# Deutscher Sportklettercup
Der Deutsche Sportklettercup ist eine Serie von Wettbewerben im Vorstiegsklettern für deutsche Sportkletterer. Die Bestplatzierten jedes Jahres qualifizieren sich für die Deutsche Meisterschaft.

## Geschichte
1991 erstmals ausgetragen, ging der Deutsche Sportklettercup zunächst in fünf Städten an den Start. Der Deutsche Alpenverein (DAV) als Austräger der Wettbewerbe trug die Veranstaltungen in Rosenheim, Bayreuth, Dresden, Hildesheim und Köln aus. In den folgenden Jahren schwankte die Anzahl der Wettbewerbe kontinuierlich zwischen zwei und vier. Im Jahr 1994 ging der Deutsche Sportklettercup unter anderem Namen über die Bühne: Der Deutschland-Cup bestand aus sieben Wettkämpfen. Aber schon im folgenden Jahr trug er wieder den altbekannten Titel.
An Stelle der bis 2016 durchgeführten Serien Deutscher Leadcup rückte ab 2017 die Einzelveranstaltung Deutsche Meisterschaften Lead.

## Modus
Bis 2008 beinhaltete der Deutsche Sportklettercup je eine Qualifikations-, eine Halbfinal- und eine Finalroute, die alle drei im On-Sight-Modus geklettert wurden. Seit 2008 werden beim Deutschen Sportklettercup bei den Damen und Herren jeweils zwei Qualifikationsrouten geklettert, in denen sich die besten acht Kletterer und Kletterinnen für das Finale qualifizieren können. Im Gegensatz zu den Vorrunden, in denen ein Vorkletterer die Route zeigt und die Sportler sich gegenseitig beobachten dürfen (Flash-Modus), befinden sich im Finale die restlichen Starter nach der Routenbesichtigung in der Isolation (On Sight-Modus). So soll größtmögliche Spannung und Chancengleichheit erzielt werden.

## Bisherige Gesamtsieger
| Jahr | Damen            | Herren               |
| ---- | ---------------- | -------------------- |
| 1991 | Andrea Eisenhut  | Guido Köstermeyer    |
| 1992 | Gunda Frühwald   | Christoph Finkel     |
| 1993 | Marietta Uhden   | Christoph Bucher     |
| 1994 | Angela Striecks  | Florian Hage         |
| 1995 | Marietta Uhden   | Andreas Bindhammer   |
| 1996 | Marietta Uhden   | Christian Bindhammer |
| 1997 | Marietta Uhden   | Christian Bindhammer |
| 1998 | Marietta Uhden   | Christian Bindhammer |
| 1999 | Marietta Uhden   | Christian Bindhammer |
| 2000 | Marietta Uhden   | Christian Bindhammer |
| 2001 | Damaris Knorr    | Christian Bindhammer |
| 2002 | Marietta Uhden   | Andreas Bindhammer   |
| 2003 | Nadine Ruh       | Andreas Bindhammer   |
| 2004 | Marietta Uhden   | Andreas Bindhammer   |
| 2005 | Lisa Knoche      | Christian Bindhammer |
| 2006 | Lisa Knoche      | Christian Bindhammer |
| 2007 | Juliane Wurm     | Christian Bindhammer |
| 2008 | Juliane Wurm     | Stefan Danker        |
| 2009 | Juliane Wurm     | Stefan Danker        |
| 2010 | Luisa Neumärker  | Alexander Megos      |
| 2011 | Luisa Deubzer    | Jan Hojer            |
| 2012 | Ana Tiripa       | Markus Jung          |
| 2013 | Ana Tiripa       | Sebastian Halenke    |
| 2014 | Sophie Rauberger | David Firnenburg     |
| 2015 | Lena Herrmann    | Jan Hojer            |
| 2016 | Johanna Holfeld  | Ruben Firnenburg     |